# آسمان هشتم
آسمان هشتم فیلمی به کارگردانی و نویسندگی حسن نجفی ساختهٔ سال ۱۳۸۹ است.

## بازیگران
- محمد کاسبی
- رحیم نوروزی
- خالده قلی آوا
- قربان مسیم اف
- مهدی فقیه
- مهدی صباغی
- سعید ولی زاده
- کمیل سهیلی
- رضا احمدی
- سعید ولیزاده
- حامد حبیبی